# Peromyscus levipes
Peromyscus levipes é uma espécie de roedor da família Cricetidae.
Pode ser encontrada nos seguintes países: El Salvador, Guatemala, Honduras e México.